# All Shall Fall
All Shall Fall är det åttonde studioalbumet av det norska black metal-bandet Immortal. Albumet utgavs 2009 av skivbolaget Nuclear Blast.

## Låtlista
1. "All Shall Fall" – 5:58
2. "The Rise of Darkness" – 5:47
3. "Hordes to War" – 4:32
4. "Norden on Fire" – 6:15
5. "Arctic Swarm" – 4:01
6. "Mount North" – 5:07
7. "Unearthly Kingdom" – 8:30

- Text: Demonaz Doom Occulta
- Musik: Abbath Doom Occulta

## Medverkande
Musiker (Immortal-medlemmar)
- Abbath Doom Occulta (Olve Eikemo) – sång, gitarr
- Demonaz Doom Occulta (Harald Nævdal) – sångtexter
- Horgh (Reidar Horghagen) – trummor
- Apollyon (Ole Jørgen Moe) – basgitarr

Bidragande musiker
- Are Mundal – intro (spår 7)

Produktion
- Peter Tägtgren – producent, ljudtekniker, ljudmix
- Pytten (Eirik Hundvin) – ljudtekniker
- Jonas Kjellgren – mastering
- Jaap Wagemaker – omslagsdesign
- Pär Olofsson – omslagskonst
- Peter Beste – foto